# Emil Rilke
Emil Rilke (* 19. November 1983 in Ústí nad Labem, Tschechoslowakei) ist ein tschechischer Fußballspieler.

## Familie
Rilke wurde als eines von drei Kindern von  in Ústí nad Labem, unweit der Grenze zu Sachsen, geboren. Er hat noch zwei Schwestern. Sein gleichnamiger Vater war ebenfalls Fußballer. Dieser spielte in der zweiten tschechischen Liga für Chemika Ústí nad Labem. Eine von Rilkes Schwestern ist Handballspielerin.

## Karriere
Rilkes erster Verein war ebenfalls Chemika Ústí nad Labem. Seinen ersten Profivertrag unterschrieb er beim FK Teplice, für den er auch in der Gambrinus Liga debütierte. Von diesem Verein wurde er zum FK Chomutov, zum SFC Opava, zum FK Jablonec und zum FK Baník Most verliehen. Am 15. September 2005 gab Rilke beim 1:1-Unentschieden im Erstrunden-Hinspiel des UEFA-Cups gegen Espanyol Barcelona sein Europapokaldebüt.
2008 wechselte er in die Slowakei zu MŠK Žilina. In seiner ersten Saison mit Žilina qualifizierte er sich für die Gruppenphase des UEFA-Pokals und traf dort auf den Hamburger SV, Ajax Amsterdam und Slavia Prag. Im ersten Gruppenspiel gegen den späteren Halbfinalisten Hamburger SV – sein drittes Europapokalspiel – wurde er in der 67. Minute für Mislav Karoglan eingewechselt und erzielte drei Minuten später das Tor zum 1:2-Anschlusstreffer, der gleichbedeutend mit dem Endstand war. Das Tor beschrieb Rilke als das schönste Tor in seiner Karriere. In der Saison 2010/11 spielte Rilke gar in der Champions League. Dort schied Rilke mit dem MŠK Žilina allerdings ohne Punkt bereits nach der Gruppenphase (dort spielte man gegen Spartak Moskau, AJ Auxerre und den FC Chelsea) aus. 2011 kehrte er nach Tschechien zurück und schloss sich Slovan Liberec an. Dort wurde sein Vertrag jedoch nicht verlängert.
Im Juli 2012 absolvierte er ein Probetraining bei Hansa Rostock, die kurz zuvor aus der 2. Bundesliga abgestiegen waren. Rilke sollte verpflichtet werden, wenn Edisson Jordanov den Verein verlässt. Da dies jedoch nicht geschah, wurde von einer Verpflichtung abgesehen. Nachdem sich Jordanov ab Oktober 2012 nach einer Kreuzband-OP in der Rehabilitation befand, lud der FC Hansa Rilke erneut zu einem Probetraining ein. Diesmal entschieden sich die von Marc Fascher trainierten Mecklenburger für eine Verpflichtung und Rilke unterschrieb einen Vertrag bis zum Saisonende 2012/13.